# Trichomyia myrmecophila

Trichomyia myrmecophila  (лат.) — вид мирмекофильных двукрылых насекомых из семейства бабочницы (Psychodidae). Южная Америка, Бразилия (Bahia).

## Описание
Мелкие мирмекофильные бабочницы, длина тела около 2 мм. Голова округлая. Щупики 3-члениковые: 1,0:0,5:0,6. Обнаружены в муравейнике Solenopsis virulens вместе с Quatiella truncata и Trichomyia annae Bravo 2001. Вид был впервые описан в 2015 году группой бразильских энтомологов (Pereira T. P. L., F. Bravo).